# Любица (Словакия)
Любица (словац. Ľubica) — село и одноимённая община в районе Кежмарок Прешовского края Словакии. В письменных источниках начинает упоминаться с 1271 года.

## География
Село расположено в западной части края, на берегах реки Любицы, при автодороге 536. Абсолютная высота — 629 метров над уровнем моря. Площадь муниципалитета составляет 76,53 км².

## Население
| Год:                | 1994 | 2004     | 2014     | 2024    |
| ------------------- | ---- | -------- | -------- | ------- |
| Количество человек: | 3514 | 3947     | 4402     | 4482    |
| Разница:            |      | +12,32 % | +11,52 % | +1,81 % |

По данным последней официальной переписи 2011 года, численность населения Любицы составляла 4280 человек.
Национальный состав населения (по данным переписи населения 2011 года):
| Национальность | Численность, человек |
| -------------- | -------------------- |
| словаки        | 3898                 |
| цыгане         | 39                   |
| чехи           | 17                   |
| русины         | 14                   |
| поляки         | 5                    |
| немцы          | 4                    |
| моравы         | 3                    |
| украинцы       | 2                    |
| венгры         | 1                    |
| хорваты        | 1                    |
| не указана     | 304                  |